# Портофіно

«Христос із безодні», статуя на дні моря, встановлена 22 серпня 1954 на 17-метровій глибині

Пóртофіно або Портофíно (італ. Portofino, ліг. Portofin) — муніципалітет в Італії, у регіоні Лігурія, метрополійне місто Генуя.
Портофіно розташоване на відстані близько 380 км на північний захід від Рима, 25 км на південний схід від Генуї.
Населення — 429 осіб (2014).
Щорічний фестиваль відбувається першої неділі квітня. Покровитель — святий Юрій.

## Історія
За Плінієм Старшим, Портофіно засноване римлянами та називалося Portus Delphini(лат.) — «Порт Дельфінів» через велику кількість цих морських ссавців, що населяли прибережні води. 
Перші письмові згадки беруть початок з грамоти Адельгейди Бургундської від 986 року н. е., яка передала поселення найближчому абатству.
З 50-х років XX століття основним джерелом доходів є туризм.

## Демографія
Населення за роками:

Станом на 1 січня 2023 року в муніципалітеті офіційно проживало 20 іноземців з 11 країн, серед них 6 громадян країн Євросоюзу.

## Пейзажі Портофіно, намальовані Джузеппе Амісані
Найбільш емблематичним художником Портофіно був Джузеппе Амісані, відомий як “Живописець Королів”, якому Портофіно присвятило прогулянку уздовж морського фронту, “прогулянку Амісані”. Якщо ви проїжджаєте через Бокке і слідуєте головною дорогою, що спускається до Портофіно Маре, на певній ділянці маршруту ви можете побачити, вбудовану в бетон, мармурову дошку з написом: “Тут краса світу посміхалася востаннє”. Джузеппе Амісані провів час у цьому місці у 1941 році і часто малював на відкритому повітрі.

## Сусідні муніципалітети
- Камольї
- Санта-Маргерита-Лігуре

## Галерея зображень
|  |  |  |
|  |  |  |